# 色の革命
色の革命（いろのかくめい）、カラー革命（英: Color revolution）、もしくは花の革命（はなのかくめい、英: Flower revolutions）とは、2000年ごろから、中・東欧や中央アジアの旧共産圏諸国で民主化を掲げて起こった一連の政権交代を指す。

## 概要
これらの政権交代劇では、政権交代を目指す勢力が、特定の色や花を象徴として採用したり、メディアの報道においてそれらが当てはめられることが多かった。このため、一連の政権交代は「色の革命」と呼ばれている。
色の革命の実例として挙げられるのは、ユーゴスラヴィア、特に2000年のセルビアにおけるブルドーザー革命や、2003年グルジアのバラ革命、2004年ウクライナのオレンジ革命、そして暴力が多く用いられたが、2005年キルギスのチューリップ革命がある。いずれも問題とされていた選挙の結果を受けて大群衆が街頭で抗議行動を実施し、反体制派から独裁者とされていたそれぞれの国の指導者の辞任や打倒につながった。これ以前の中東での戦争、この後の「アラブの春」との関連性も、注目をあつめている。
それらの運動の背後ではジョージ・ソロスの主宰する「ソロス財団」が関与するなど“独裁・圧政的な政権”ないしは、資源利権を外国資本へ売り渡さない“民族主義的な政権”に対する“民主化ドミノ”（＝政治体制親米化）を起こさせたいアメリカ合衆国国務省やCIA、とりわけ全米民主主義基金(NED)とアメリカ合衆国国際開発庁(USAID)の存在が繰り返し指摘されている（#ソロス財団とアメリカの影響）。

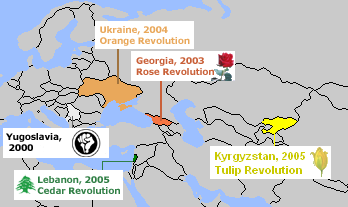
「色の革命」地図

## 色の革命

### 旧共産圏諸国における事例

#### ブルドーザー革命
2000年10月5日、ユーゴスラヴィア連邦共和国大統領スロボダン・ミロシェヴィッチが退陣した。その際の一連のデモ活動はその後に続く暴力を伴わない革命の最初の例とみなされることが多い。
しかしながら市民が原動力となって投票を促す運動が起こり、また野党が連帯したという点では、それより以前である1998年のスロヴァキアや2000年のクロアチアでの議会選挙で見られた動きである。全国規模の抗議行動においては色などの特定のシンボルは用いられなかったが、事後に抗議行動の完遂を祝して使われたスローガンに「ゴトヴ＝イェ!」（セルビア語: Готов је! 「奴は終わりだ!」の意）がある。
ところが、共通点は多々あるものの、一連の「色の革命」の始まりはグルジアの事例であるとする意見が多い。ただセルビアでのデモ活動では学生組織オトポール!（セルビア語で「抵抗!」の意）が中心となっていたが、そのメンバーは後の他国における革命に関与していった。

#### バラ革命
グルジアでのバラ革命は、2003年の議会選挙の結果がきっかけとなってエドゥアルド・シェワルナゼ政権が退陣し、翌年3月に行われた議会再選挙ののちにミヘイル・サアカシュヴィリが大統領に選出された事例である。バラ革命では市民抵抗運動団体のクマラ（グルジア語で「もうたくさんだ！」の意）が中心となった。
しかし、その後、サアカシュヴィリの強権的でグルジア民族主義的な政策により、野党やメディアに対する抑圧が行われ、民主主義の後退という印象を強めさせる事となり、サアカシュヴィリと政党は野党になり失脚した。

#### オレンジ革命
ウクライナのオレンジ革命は、2004年の大統領選挙の決選投票を巡って争いとなり、その後再び決選投票が実施され、野党の指導者ヴィクトル・ユシチェンコがヴィクトル・ヤヌコーヴィチを破って当選者であるという宣言を受けた。オレンジ革命では青年団体ポラ（ウクライナ語で「今こそ！」の意）が中心となって活動した。
しかし、この革命は、ロシアによる過剰な干渉による事や、石油パイプラインなどをめぐるアメリカ合衆国の力が働いたとする指摘もあり、特にウクライナ東部ではこの革命を歓迎せず、東西部分離をちらつかすなど混乱は残された。その後、オレンジ革命を主導したユシチェンコとユリア・ティモシェンコが対立し、政治が停滞。ユシチェンコ政権は支持率が低迷し、2010年の大統領選挙ではヤヌコーヴィチが当選している。
2014年にはマイダン革命が再び起きヤヌコーヴィチは追放、その後のドンバス戦争、2022年ロシアのウクライナ侵攻へとつながったきっかけとなった。

#### チューリップ革命
チューリップ革命は2005年のキルギス議会選挙の結果が紛争となった事件であるが、以上の事例と異なり暴力が用いられた。このためチューリップ革命は一連の事件と同類型にするべきかについては意見が分かれており、活動参加者も地域によって用いた色がピンクであったり、黄色であるなど異なっていた。
この事件では青年抗議運動団体ケルケル（キルギス語で「素晴らしさの復興と輝き」の意）が中心となった。

#### ベルベット革命
ベルベット革命はアルメニアで2018年に起きた政権交代である。2017年から断続的に反政府運動が起き2018年にベルベット革命が起き、新たに就任したニコル・パシニャンはロシア寄りの方針を改め西側諸国へ接近している。
なお、政党「新しい時」の指導者であるアラム・カラペチャンは2005年4月に「下層からの革命」を始めるとの意思を表明し、その中で独立国家共同体 (CIS) 体制に移行して人によって経済発展の状況が異なっているとしたうえで、アルメニアにおける革命は暴力が伴うことはないとしたが色が使われることもないと述べていた。

### 中東における関連事例
以下の事件は旧共産圏の東ヨーロッパや中央アジアではなく中東諸国で起こったものであるが、一連の色の革命に含まれるという見方がなされることがある。またその一般的な名称は色の革命と同様であるかのようなものがつけられている。しかしながらこれらの事件は上記の革命と異なる点が見受けられており、そのため一連の「色の革命」に含めることは意見が分かれている。

#### 杉の革命
レバノンで起こった杉の革命は、東ヨーロッパや中央アジアにおける革命とは異なり、選挙ではなく野党指導者のラフィーク・ハリーリーの暗殺が発端となった。また選挙の無効という結果ではなく、シリア軍のレバノンからの撤退にいたった。ところがいくつかの要素や抗議活動者側が用いた手段には類似点が多く、報道や評論家などは杉の革命を一連の「色の革命」と同等に扱っている。レバノンスギは同国の象徴であり、革命の名称もそれにちなんでつけられ、またデモにおいてもレバノンの国旗に使われている赤色が用いられた。

#### 紫の革命
イラクの「紫の革命」という名称は米国の保守派論客の間で使われていたが、その後アメリカ合衆国大統領ジョージ・W・ブッシュが2005年のイラクにおける制憲議会選挙の実施を「イラク戦争の成果」「イラクにおける民主主義の到来」とし、オレンジ革命やバラ革命になぞらえる目的で用いた。しかしイラクやアメリカ、またそのほかの地域においても紫の革命という表現は広まってはいない。名称の由来は不正な多重投票を防止するために投票者の人差し指に紫色のインクがつけられたことによるものである。一部の共和党議員も、イラク国民への連帯を表すため、指に紫のインクを付けた。

#### 青い革命
青い革命とは、2005年3月に始まったクウェートにおける女性参政権を求めるデモを指す言葉として、一部のクウェート人の間で用いられている。同年5月、クウェート政府はその要求を受け入れ、2007年の議会選挙において女性に対して投票権を付与することを決定した。ただしこの事例では体制そのものの変革を求めるものではなかったため、色の革命として扱われることはない。

#### ジャスミン革命
ジャスミン革命とは、2010年年末から2011年にかけて、チュニジアで起こった失業と困窮のあまりに野菜や果物を街頭で販売していた青年が、当局の取り締まりに遭い、それに抗議して焼身自殺したことが発端となり、全土でデモが拡大し、ザイン・アル＝アービディーン・ベン＝アリー大統領がサウジアラビアに亡命した一連の出来事を指す。

## 影響した要因

### 反共産党独裁革命
色の革命について、1980年代から1990年代に中・東欧で起こった一連の革命の影響、とくに1989年のプラハでのビロード革命が引き合いに出されることが多い。主にプラハ・カレル大学から集まった学生による暴力を伴わないデモ活動は警察当局に取り締まられたが、やがてチェコスロヴァキアの共産党独裁体制の崩壊につながった。
非暴力的である花のイメージが用いられる由来となった起こりはさらに古く、1970年代中ごろのポルトガルにおけるカーネーション革命まで遡る。

### 学生運動
学生運動のさきがけとなったのはセルビアのオトポール! (セルビア語で「抵抗!」の意) で、この団体は1998年にベオグラード大学で設立され、コソヴォ紛争中はミロシェヴィッチに対する抗議運動を展開した。そのメンバーの多くは警察に身柄を拘束され、あるいは取り締まりを受けたが、2000年9月の大統領選挙では「ゴトブジェ」運動を展開し国民のミロシェヴィッチに対する反発をあおり、ミロシェヴィッチを破る結果にいたった。
オトポール! のメンバーはグルジアのクマラやウクライナのポラ、ベラルーシのジュブル（ベラルーシ語でヨーロッパバイソンの意）、アルバニアのムジャフト!（アルバニア語で「もうたくさんだ！」の意）に対して刺激を与え、また指導を行っている。これらの団体は、自身の行動がジーン・シャープの著書で提唱、解説されている非暴力抵抗となるよう計画を十分に練り、細心の注意を払っている。学生団体によって組織された大規模な抗議活動者はセルビア、グルジア、ウクライナにおける革命の成功には欠かすことのできない要素であり、この群集での色彩や独裁指導者に反発するさいの非難交じりのユーモアは顕著なものであった。

### ソロス財団とアメリカの影響
色の革命について、欧米の利益を確保するために革命を支援したり、または革命自体を企図しているなどとして、ジョージ・ソロスが興したオープン・ソサエティ財団（かつてはオープン・ソサエティ協会とされていた、いわゆるソロス財団）やアメリカ合衆国が非難の対象となることがある。特筆されるものとして、オレンジ革命の後に中央アジアのいくつかの国がオープン・ソサエティ協会(Open Society Institute:OSI)にさまざまな形で圧力を加えている。ウズベキスタンではOSIの支部に対して強制閉鎖が実施されたり、またタジキスタンでは国営メディアによりOSIタジキスタンが汚職や癒着に関与しているとして非難されている。
アメリカ政府の関与を示す証拠として、アメリカ合衆国国際開発庁（USAID）および国際連合開発計画がFreenetの構築を支援していることがあげられており、Freenetは革命に関連する国の最低でも1国以上でインターネットの大部分を構成しており、例えば実際に色の革命が起こったキルギスではアメリカが支援したFreenetが構築されている。更にオレンジ革命はジョン・マケインが幹部を務めた同名NGOが、背後で糸を引いていた事が確認されている。
イギリスの新聞・ガーディアンはUSAID、全米民主主義基金、国際共和協会(IRI)、全米民主国際研究所(NDI)、フリーダム・ハウスの直接の関与を報じている。なおこれらの機関のうちフリーダム・ハウス以外はアメリカ連邦政府予算が拠出されているが、この5つの機関のウェブサイト上ではガーディアンの報道と反する情報が掲載されている。

## 他国の反応および関連する動き

### アゼルバイジャン
2005年中ごろにアゼルバイジャンでは数多くの運動が起こり、これらはグルジアやウクライナでの事例に刺激されたものである。青年団体Yox!（アゼルバイジャン語で "No!" の意）は政府の汚職に対峙する声明を発表している。Yox!の指導者はポラやクマラとは異なり、政権交代にとどまらず、アゼルバイジャンの統治制度そのものを変革させる意思を述べている。Yox!では緑を自らの運動の色として選択している。
アゼルバイジャンでの色の革命に関する活動を牽引しているのはイェニ・フェキル（「新思想」の意）で、野党アザドリグ（「自由」の意）と密接な関係を持つ学生団体である。マガム（「今こそそのときだ」の意）やダルガ（「波」の意）といった団体と協調して、イェニ・フェキルはグルジアやウクライナにおける色の革命の手法を意図的に多く取り入れており、ウクライナの革命の象徴であったオレンジ色を使うことも行っている
2005年11月、反政府団体が市中を行進し、オレンジ色の旗や幟を掲げながら直近の選挙における政府の腐敗に抗議を唱えた。ところが同月26日アゼルバイジャンでの色の革命は警察が鎮圧に乗り出し、多くの参加者が負傷、催涙ガスや放水銃が使用された結果、活動は頓挫した。

### ベラルーシ
アレクサンドル・ルカシェンコ政権に対する反対活動は学生団体ジュブルを中心に数多く存在する。2005年3月25日に一部の団体の活動が過去最大の規模となり、キルギスでの革命にならって行動すると宣言し、およそ1000人の市民がこれに加わった。しかし警察はこの行動に対して厳しく対処し、反体制派の指導者ミハイル・マリニッチを含む30人以上が逮捕された。
そのおよそ1年後の2006年3月19日、さらに規模の大きい反対活動が大統領選挙直後に行われた。大統領選挙の公式の結果はルカシェンコが83%を得票したとしているが、反体制派では不正や有権者に対する脅迫があったとし、外国政府も選挙に対する非難を寄せている。その翌週、ミンスクの10月広場で反対派がルカシェンコの辞任と対立候補だったアラクサンドル・ミリンケヴィチの就任、改めて公正な選挙の実施を求めてキャンプを張り、多いときで群集は30,000人に達した。
当初反体制派では白・赤・白の旧国旗をシンボルとして使用していた。この動きは隣国ウクライナにおいて重要な関連があり、オレンジ革命においてキエフでも白・赤・白の旗が掲げられているのが見られている。2006年における反対派の活動は「ジーンズ革命」や「デニム革命」といわれ、青いジーンズが自由のシンボルと考えられており、活動参加者はジーンズを裁断してリボンにし、市内でそれを掲げていた。ジーンズ革命という言葉を作り出したのはジュブルであるとされている。
ルカシェンコはかつて、「ベラルーシではピンクだの、オレンジだの、バナナだのといった革命はありえない」と述べており、近年においても、「西側諸国はベラルーシではオレンジのようなものとして、大したことではないが、青だのコーンフラワー・ブルーだのといった革命が準備されているという。そんな青い革命などベラルーシには不要だ」と話している。2005年4月19日には「こんな色の革命はまさしく単なる強盗行為だ」としている。
2020年8月9日の大統領選挙がきっかけとして2020年-2021年ベラルーシ反政府デモが起きたが、これはカラー革命の未遂例としてあげられているが、反体制運動家のスヴェトラーナ・チハノフスカヤはリトアニアに亡命し西側諸国の支援による反政府活動を継続している。

### モルドヴァ
モルドヴァでの反体制活動は、ウクライナのオレンジ革命と似たような経緯をたどっており、2005年の議会選挙ではキリスト教民主人民党は自党の色としてオレンジを採用し、これはウクライナでの事件を受けたものと見られている。
この事例に対しては、モルドヴァがブドウの大産地であることから「ブドウ革命」という名称をつける案が挙がっている。しかし政権側が選挙に勝利したことでこの革命は実現に至らなかった。これにはいくつかの原因が挙げられており、反体制派が分裂状態であったことや政権側が親ヨーロッパ・反ロシアの立場をとるなどして、反体制側がこれらの分野をきっかけに協調していたかもしれない政治的立場の者を多く取り込んでいたことがある。また選挙自体も欧州安全保障協力機構 (OSCE) の選挙監視団がまとめた報告において、同様の革命が起きた国での選挙よりも公正であるとされている。ただしCISの選挙監視団はこの報告を強く非難している。

### モンゴル
モンゴルでは2005年3月25日に首都ウランバートルで、黄色のスカーフをまとった活動者が前年の議会選挙に対する抗議行動を実施し、正当な選挙を行うことを求めた。集団からは、「キルギスの兄弟にその革命の心について祝おう。モンゴルの政治腐敗を一掃しよう」という声があがった。

### ミャンマー（ビルマ）
ミャンマーにおける2007年の反政府デモにはサフラン革命という表現が報道で用いられることがある。これは活動を僧侶が牽引していることにちなんでいる。かつて学生が主導的役割を果たした1988年8月8日の8888民主化運動でも同じ色が使われていたが、この運動は武力制圧されている。

### ロシア
ロシアにおけるリベラル系の反体制派にはいくつかの政党や団体があるが、中でも特筆されるのは青年団体オボロナ（ロシア語で「防衛」の意）である。オボロナはその目的について、自由で公正な選挙を実施させることと、ロシアにおいて民主的な政治競争ができる制度を確立させることとしている。この運動団体は最も活発で急進的なものの一つで、ロシアの数多くの都市に拠点を置いている。
バシコルトスタン共和国では、専制的で腐敗や暴力が蔓延っているとして連邦政府によってモルタザ・ラヒモフの大統領職解任に介入するよう求める活動が実施されている。反体制派のひとりで、バシキール民族戦線の指導者アイラート・ディムハメトフは自分たちの活動について、ウクライナやキルギスでの大衆運動から刺激を受けていると述べている。また別の団体の指導者であるマラト・ハイルリンはオレンジ革命がロシアで起こるとしたら、それはバシコルトスタンで始まると話している。
イェール大学フェローであるアレクセイ・ナワリヌイは反対派のシンボルとして活動し、NEDの資金による運動にも関与していることがウィキリークスで暴かれている。

### ウズベキスタン
イスラム・カリモフ政権に対する反対活動は、自由主義者やイスラム主義者から長年にわたって続けられている。隣国キルギスでの革命は主に南部に住むウズベク人の間で起こり、オシでは早い段階で支持を受けていた。野党自由農民党の指導者ニゴラ・ヒドヤトヴァは農民革命を言及し、このほかにも青年団体シダートとの打ち出してクマラやポラのような組織に発展させる考えを述べている。またウズベキスタンでは学生団体団体ボルガが存在している。

### 中国
2019年1月17日に中国当局は「全国公安庁局長会議」を開いた。メディアによると、中国公安部の趙克志・部長は同会議で各省の公安庁、局長に向けて演説を行い、2019年の最優先課題はカラー革命を未然に防ぎ、中国共産党政権の政治的地位を守ることだと強調したという。また、「中国内外にいる敵」および「政権交代を狙いはびこる破壊的活動」を撲滅することも優先課題として挙げた。2021年4月、国務院香港澳門事務辦公室は《完善香港選舉制度 落實「愛國者治港」 確保「一國兩制」實踐行穩致遠（香港の選挙制度を改善し、「愛国者による香港統治」を実現し、「一国二制度」の実践を安定して持続可能なものにせよ）》という文章を「求是網」に発表し、2019年の香港民主化デモ（修例風波）を香港版「カラー革命（中国語: 顏色革命）」と位置付けた。

## 独立国家共同体以外の国での反対運動

### ベネズエラ
2007年6月、ベネズエラのテレビ局RCTVの閉鎖について抗議された際、同国大統領ウゴ・チャベスは、この抗議活動は西側諸国がウクライナやグルジアでの革命のような「緩やかなクーデター」を行おうとして組織したものだ、と述べている 。

### イラン
2007年7月、イラン国営放送は "In the Name of Democracy" と題したドキュメンタリー番組で西側のNGOに勤務し、イラン政府によって身柄が拘束されている2人のイラン系アメリカ人の映像を放送した。この番組ではウクライナやグルジアでの色の革命について触れられており、またイランにおいても同様の追放劇を煽動しようとしているとしてアメリカを非難している。
また、2009年6月12日のイラン大統領選挙においてミール・ホセイン・ムーサヴィー候補（元首相）の支持率が高かったにもかかわらず、現職のマフムード・アフマディーネジャード候補が当選したことに対し、ムーサヴィーは結果を受け入れず「選挙の当日に違反が多数あった」と訴え、彼の支持者らはムーサヴィーのシンボルカラーである緑を身につけ、現在まで抗議運動を行っている。この運動は在外イラン人にも影響を与え、世界各地で彼らによるデモが行われており、それらもまた緑をシンボルカラーにしていることから「緑の革命」(Green Revolution)とも呼ばれている。
その後、イランではマフサ・アミニ抗議運動等の反政府運動が頻繁に起きている。